# György Jakubinyi
György Miklós Jakubinyi (n. 13 februarie 1946, Sighetu Marmației, Maramureș, România) este un cleric romano-catolic din România. Din  1994 până în 2019 a fost arhiepiscop al Arhidiecezei de Alba Iulia și administrator apostolic al Ordinariatului Armenilor Catolici din România.

## Pregătirea teologică
György Miklós (Gheorghe Nicolae) Jakubinyi s-a născut la data de 13 februarie 1946, în orașul Sighetul Marmației, pe atunci reședința județului Maramureș (interbelic), ca al treilea copil al lui István Jakubinyi, doctor în drept, care a profesat ca notar de stat, după ce a fost îndepărtat din magistratură, și al soției acestuia, Etelka Mária Jakubinyi, născută Kirchmayer, casnică. 
În perioada 1952-1953 a urmat școala primară și apoi pe cea secundară la Școala Medie nr. 2 din Sighet (Liceul Maghiar), instituție care în anul 1960 a fost unită cu Liceul Mixt "Filimon Sârbu" (în prezent Liceul "Dragoș Vodă"). 
La modelarea caracterului său o influență deosebită a exercitat părintele paroh János Dobos, cel care i-a făcut catehizarea, precum și călugări piariști, care după desființarea ordinului își duceau existența așa cum puteau, unii deținând slujbe modeste în cadrul Bisericii. Piariștii, întrucât mai devreme constituiseră un ordin cu preocupări școlare, stăpânind arta educației, a psihopedagogiei au contribuit în mare măsură la configurarea opțiunii sale de a deveni preot.
După absolvirea liceului în anul 1963, Jakubinyi s-a înscris la Institutul Teologic Romano-Catolic de rang universitar din Alba Iulia. A terminat în anul 1969 cu "absolutorium" (= echivalat cu bacalaureat bisericesc și cu licență de stat). În perioada 1970-1972 a studiat la Universitatea Pontificală Gregoriană din Roma. Acolo și-a susținut în anul 1972 licența în teologia universală în limba germană, tema disertației a fost: „Conciliul Vatican II și Euharistia”. 
A fost hirotonit preot de către episcopul Áron Márton la 13 aprilie 1969 în Catedrala din Alba Iulia pentru Dieceza de Satu Mare. Apoi a primit responsabilități ecleziastice. În perioada 1 septembrie 1969-31 iulie 1970 a fost secretar al Ordinariatului Romano-Catolic de Satu Mare. 
În continuare a studiat, în perioada 1972-1974, la Institutul Biblic Pontifical din Roma, studii încheiate cu o altă licență în studiile biblice. "Die Eucharistie in der Apokalypse" - se intitulează lucrarea sa elaborată și de data aceasta în limba germană. La 1 iunie 1978 a obținut titlul de doctor în teologie la Institutul Pázmány Péter din Budapesta.
După amintita perioadă de studii petrecută la Roma se întoarce în țară, devenind la 1 septembrie 1974 profesor de științe biblice la Institutul Teologic Romano-Catolic de grad universitar de Alba Iulia, nepărăsind catedra, cu toate că avea și alte sarcini în cadrul bisericii. În timp ce a fost profesor la Institut (01.09.1974-31.08.1992) pe lângă activitatea didactică a participat și la slujirea pastorală la parohii la sărbători mari și alte ocazii, a dat exerciții spirituale studenților, preoților și călugărițelor etc.

## Episcop romano-catolic de Alba Iulia
La 14 martie 1990 a fost numit episcop-auxiliar al Episcopiei Romano-Catolice de Alba Iulia și episcop titular de Aquae Regiae. Consacrarea sa a avut loc la 29 aprilie 1990 la Mănăstirea de la Șumuleu Ciuc, județul Harghita, fiind efectuată de către nunțiul apostolic extraordinar Francesco Colasuonno, asistat de către episcopul Lajos Bálint de Alba Iulia și de episcopul emerit Antal Jakab de Alba Iulia. 
La 10 mai 1990 este numit și vicar general al Diecezei de Alba Iulia. În noile condiții în anul 1991 și-a reînceput activitatea Conferința Episcopilor Catolici din România. Excelența Sa a fost cel care a deținut funcția de secretar al acestui corp bisericesc (15 aprilie 1991-27 septembrie 1993). Este membru și copreședinte al Conferinței Biblice Catolice din Szeged de la înființare în 1990. 
La 19 iulie 1991 a fost numit de către papa Ioan Paul al II-lea administrator apostolic al Ordinariatului pentru Armenii Catolici din România. În această calitate a fost înscăunat la 1 martie 1992 în Catedrala armeană din Gherla de către nunțiul apostolic John Bukovsky.
După demisia din cauza de boală a arhiepiscopului Lajos Bálint, a fost pentru o scurtă perioadă, începând din 4 decembrie 1993, administrator diecezan al Arhiepiscopiei Romano-Catolice de Alba Iulia, ales de "collegium consultorum". La 8 aprilie 1994 a fost numit de către Sfântul Scaun arhiepiscop romano-catolic de Alba Iulia. Înscăunarea solemnă a avut loc la 21 aprilie 1994 în Catedrala Sf. Mihail din Alba Iulia și a fost efectuată de către nunțiul apostolic John Bukovsky.
La rândul său, György Jakubinyi a fost principal consacrator pentru József Tamás, episcop auxiliar de Alba Iulia (1 martie 1997) și pentru Jenő Schönberger, episcop de Satu Mare (21 iunie 2003), și principal co-consacrator pentru Pál Reizer, episcop de Satu Mare (1 mai 1990).
Stema episcopală arhiepiscopului Dr. György Miklós Jakubinyi are ca motto: "Magnificat"
Excelența Sa a avut prilejul să demonstreze această atitudine spirituală încă înainte de marile schimbări, în timpul vizitei de importanță istorică a Papei Ioan Paul al II-lea în Polonia din anul 1979, care, acum știm, a însemnat începutul sfârșitului pentru regimurile comuniste, unde a fost prezent și Excelența Sa, iar după căderea comunismului a participat la Sinodul Episcopilor de la Roma în anii 1990, 1991 și 1999.

## Personalitatea arhiepiscopului Jakubinyi
Bucurându-se de reputație internațională, a fost invitat să predice la diferite sanctuare din: Țara Sfântă, Franța, Germania, Austria, Iugoslavia și să fie prezent la sărbătorile și întâlnirile internaționale bisericești. Iar comunicările și referatele sale conținând rezultatele cercetărilor sale științifice au stârnit întotdeauna interes și i-au adus recunoștință la simpozioanele și congresele internaționale desfășurate în: Franța, Italia, Germania, Cehia, Ungaria etc.
Educația și instruirea sa în instituțiile bisericești din centrul catolicismului mondial și din alte centre, au dat fără îndoială orizonturi noi gândirii sale.
Având o astfel de pregătire, superiorii săi, recunoscându-i talentul deosebit, l-au însărcinat cu formarea tinerilor în Institutul Teologic din Alba Iulia. Formația specială de care dispunea, calitățile de teolog multilateral i-au permis să predea cursuri precum limba ebraică și cea greacă, exegeza Vechiului și Noului Testament, cursuri de introducere în Biblie. Iar succesul său ca profesor s-a putut valida în calitatea preoților, și în succesul pe care mulți din discipolii săi preoți l-au avut urmând cursuri teologice și doctorale în străinătate.
La o examinare globală și cuprinzătoare se poate constata că miezul creației științifice a Excelenței Sale îl constituie profundele sale analize teologice, cărțile și lucrările de exegeză teologică asupra unor texte importante din Biblie.
Studiile efectuate la Institutul Biblic Pontifical, în special în domeniul arheologiei biblice și cele referitoare la civilizațiile antice, însușirea a mai multor limbi clasice și de cultură, cum sunt: ebraica, aramaica, greaca veche și latina, l-au îndreptat în primul rând spre exegeza Vechiului Testament. Cunoștințele sale specifice din domeniile amintite, capacitatea sa de a folosi și de a prelucra rezultatele literaturii de specialitate, - stăpânind marile limbi de circulație internațională – franceza, germana, engleza, italiana, rusa – i-au permis să realizeze volumul conținând comentariile la Cartea Ecleziastului. În condițiile impuse de regim a publicat volumul la Eisenstadt sub pseudonimul Szigeti Miklós (adică, Nicolae de Sighet). 

## Lucrări publicate
- Minden hiábavalóság? A Prédikátor könyvének magyarázata (Comentariu al cărții Predicatorului din Vechiul Testament), Prugg Verlag, Eisenstadt, 1988;
- Máté evangéliuma (Comentariul Evangheliei după Matei), SzIT, Budapest, 1991;
- Romániai katolikus, erdélyi protestáns és izraelita archontológia (Arhontologie religioasă catolică, protestantă și izraelită din Ardeal), Alba Iulia, 1998;
- A Szentek nyomában Erdélyben (Pe urmele sfinților din Ardeal), Gherla, 2001;
- Ordinariatus pro Armenis Catholicis in Romania (Sematismul istoric al Ordinariatului Armeano-Catolic din Gherla), Gherla, 2001;
- Calea încrederii și a iubirii. Meditații pentru preoți după calea copilăriei spirituale a Micuței Tereza, Cluj, 2003.

## Distincții și premii
În anul 2001 i-a fost conferit titlul de doctor honoris causa al Universitatății „Babeș-Bolyai” din Cluj. În anul 2002 i-a fost decernat pentru opera sa teologică Premiul Stephanus al Societății Sf. Ștefan din Budapesta. În anul 2003 i-au fost decernate la Budapesta premiile "Bethlen Gabor" și "Fraknoi Vilmos" pentru activitatea bisericească, culturală și promovarea memoriei episcopului martir Áron Márton.
Cu ocazia comemorării Revoluției din 1956 președintele Republicii Ungare, Pál Schmitt, l-a decorat în anul 2010 cu Marea Cruce a Ordinului Republicii Ungare.